# Архиепархия Ботукату
Архиепархия Ботукату  (лат. Archidioecesis Botucatuensis, порт. Arquidiocese de Botucatu) — архиепархия Римско-Католической церкви с центром в городе Ботукату в Бразилии. В митрополию Ботукату входят епархии Арасатубы, Асиса, Бауру, Линса, Марилии, Ориньюса, Президенти-Пруденти. Кафедральным собором архиепархии Ботукату является церковь святой Анны.

## История
7 июня 1908 года Римский папа Пий X издал буллу Dioecesium nimiam amplitudinem, которой учредил епархию Ботукату, выделив её из архиепархии Сан-Паулу.
4 июля 1924 года, 21 июня 1926 года и 30 ноября 1928 года епархия Ботукату передала часть своей территории новым епархиям Сорокабы, Кафеландии (сегодня — Епархия Линса) и Асиса.
19 апреля 1958 года Римский папа выпустил буллу Sacrorum antistitum, которой преобразовал епархию Ботукату в ранг архиепархии.
15 февраля 1964 года, 2 марта 1968 года и 30 декабря 1998 года архиепархия Ботукату передала часть своей территории новым епархиям Бауру, Итапевы и Ориньюса.

## Ординарии архиепархии
- епископ Lúcio Antunes de Souza (17.10.1908 — 19.10.1923);
- епископ Карлош Дуарте Коста (4.07.1924 — 22.09.1937) — лишён кафедры; в 1945 году создал Бразильскую католическую апостольскую церковь, за что был отлучён от церкви;
- епископ Antonio Colturato (12.04.1938 — 5.05.1946);
- архиепископ Henrique Hector Golland Trindade (15.05.1948 — 27.03.1968);
- архиепископ Vicente Angelo José Marchetti Zioni (27.03.1968 — 30.05.1989);
- архиепископ Antônio Maria Mucciolo (30.05.1989 — 7.06.2000);
- архиепископ Aloysio José Leal Penna (7.06.2000 — 19.11.2008);
- архиепископ Maurício Grotto de Camargo (19.11.2008 — по настоящее время).

## Источник
- Annuario Pontificio, Ватикан, Libreria Editrice Vaticana, Città del Vaticano, 2003, ISBN 88-209-7422-3
- Булла Sacrorum Antistitum Архивная копия от 3 марта 2013 на Wayback Machine, AAS 51 (1959), стр. 90 (лат.)